# 逆刃刀
逆刃刀（さかばとう）は、和月伸宏の漫画『るろうに剣心 -明治剣客浪漫譚-』に登場する架空の日本刀。

## 概要
主人公・緋村剣心が所有する日本刀。その名のとおり、通常の刀とは刃と峰が逆向きに打たれた構造のため、普通に使用すれば常に峰打ちの状態となり殺傷力を持たない。幕末期最強の「人斬り抜刀斎」として多くの人間を斬ってきた悔恨から、二度と人を殺めないという剣心の「不殺（ころさず）」の信念を体現した一刀。
反りの外側が峰となった構造から、普通の刀よりも鞘から抜く際の滑りが悪く、抜刀術には適さないと作中言及されているが、剣心は神速と評される飛天御剣流の達人であり、さらに抜刀術が避けられた際の攻撃も心得ているため、この点を全く感じさせない強烈な抜刀術をたびたび繰り出す。剣心は「人間以外のものは容赦なく斬り捨てる」と語り、作中では相手の武器や障害物などは逆側の刃で斬っている。また、拵えに関しては鞘などが鉄製の堅牢なもので、相手の攻撃に対する咄嗟の防御や刀身自体が折れた場合に打撃に使うことも可能。
本作品の作者・和月は、「主人公に人を殺させたくないが、竹光や木刀では格好が付かない」と考えていたとき、「峰と刃を逆にすれば普通に斬ったときは峰打ちとなり人は死なないのでは」と考え、この刀を登場させたと語っている。

## 作中の逆刃刀
逆刃刀・影打（さかばとう かげうち）
幕末の刀工・新井赤空が、長州藩を辞めて剣を持たずに流浪の旅に出ようとする剣心に対し、「剣を捨てることで人斬りであったことを忘れるな」という戒めを込めて授けた一振り。原作ではその場で抜いて刀身を見ていたが、アニメ第二作では慶応四年の上野での一件まで抜いたことがなかったことになっている。また「これまで他人に向けてきた刃を己自身に向けて戦え」という戒めも込められていると剣心は解釈している。逆側の刃の斬れ味は相当なものであり、作中では左之助の斬馬刀や斎藤の愛刀、橋を容易く一刀両断にする斬れ味を見せた。それ以降、剣心の愛刀として長年活躍してきたが、新月村での瀬田宗次郎との戦いで長曾根虎徹と刃を交え、真っ二つに折られた。その後、沢下条帳との京都・白山神社での戦いでは残った刀身に鞘を被せて使用した。しかし、薄刃乃太刀によってその鞘も真っ二つにされ、残った刀身も飛竜閃によって打ち出されたが、その戦闘後、この刀自体がどうなったかは描写されていない。
逆刃刀・真打（さかばとう しんうち）
白山神社に御神刀として奉納されていた、赤空最後の一振り。登場当初は鞘も柄も白木拵えだった。その刀身の茎には、殺人剣を作り続けた赤空が平和を願う辞世の句が刻まれていた。御神刀として複数本打たれた中で最上の出来である真打ゆえ影打とは比較にならない強度を誇り、瀬田宗次郎の愛刀・菊一文字則宗との衝突にも打ち勝ち、縁の倭刀も真っ二つにしており、この刀の天翔竜閃を受け止めて無事だった刀は同じ赤空作の兄弟刀たる志々雄の無限刃のみ。また影打同様、逆側の刃の斬れ味は相当なもので鯨波兵庫との闘いの際は彼の右腕に接続されたアームストロング砲を容易く一刀両断にした。
飛天御剣流では「師匠の命と引き換えに奥義を習得する」という習わしが存在するが、剣心の奥義伝承の際にはこの刀の目釘が緩んでおり、それによって力が僅かに吸収されたおかげで、十三代・比古清十郎は死を免れる。
本作品の最終幕、15歳の誕生日を迎えた明神弥彦に「不殺」の信念とともに託される。OVA『星霜編』では、弥彦から緋村剣路に託される。また、OVA『新京都編』では、「京心（けいしん）」の銘がある。
和月の構想では、のちに剣路と明神心弥（弥彦と三条燕の息子）が、この刀の継承を巡って争う宿命にあるとされている。

## 破壊力
漫画ファンの要望から作成された同形状の模擬刀を使用して、逆刃刀の破壊力を検証する企画が探偵ファイルにて行われており、結果はパイナップルを一刀両断している。このことから、たとえ刃が入っていなくとも、十分な強度と質量を持つ鋼の板であれば、殺傷能力は十分にあると考えられる。本編開始前の読み切りでも、剣心らしき流浪人（維新後の本名は明かされていないものの、本編でいえば剣心）が「骨の数本はへし折れる」と発言している。実際作中でも、前述の奥義継承の際は、危うく比古清十郎を死なせそうになった。剣心の逆刃刀で死人が出ないのは、彼の絶妙な力加減や戦術（急所を外す、相手の武器を破壊する、説得するなど）によるところが大きいと言える。唯一の例外は新京都編で斎藤の牙突零式のダメージがあったとはいえ、柄頭の一撃で志々雄真実の頭を叩き割り死に追いやっている。
実際、弥彦によると、剣心は相手を打つ際に柄を握る手を逆に緩めることで相手に威力が完全には伝わらないように、かつ相手を行動停止できるだけの威力が出るギリギリの力加減をしているらしく、殺人剣を熟知している剣心だからこそ使えるとのこと。弥彦は譲られた後、その使い方の難しさを痛感しており、使いこなすには人間の一生分の時間、鍛錬をこなす必要があるとして、今の自分より北海道へ向かう剣心に必要だと逆刃刀を返却している。
なお、『るろうに剣心』作中は廃刀令が出た時代であるが、剣心の逆刃刀は（少なくとも剣心の住んでいる地域の町では）「仕込み杖よりも安全な代物」として不問とされている。ただし、読み切り版や京都編で東京を離れている時は廃刀令違反で追いかけられる場面もある。

## 類似の武器
『るろうに剣心』完全版のキャラクターをリファインする企画「剣心再筆」では、緋村抜刀斎の愛刀として新井赤空初期型殺人奇剣「全刃刀」が設定された。こちらは逆刃刀とは対照的に、峰と鍔も刃になった刀（諸刃）として設定されている。
なお、2013年10月に千葉県白井市で江戸時代に牧士だった旧家から、刃と峰が逆になった小刀（刃渡り約22cm）が発見され、市教育委員会に寄贈されている。この刀は、茎の部分が非常に小さいなど、日本刀の製法に則っていないことから、千葉県教育委員会は美術刀としての申請を却下した。茎が小さいため、何かに斬りつけると折れるほどに脆い可能性が指摘されており、削蹄鎌（馬の爪切り）の代用だったという説（牧士は牛馬に関わる職）、単に人を驚かせるために遊びで作った、観賞用の工芸品などの説がある。この刀は、白井市の郷土資料館で展示されている。
逆刃刀など『るろうに剣心』に登場した刀の模造刀は複数販売されているが、2019年には刀工の尾川兼國が正式な許可を得て製作した逆刃刀・真打を再現した真剣が公開された。